# 全国高等学校野球選手権北関東大会
全国高等学校野球選手権北関東大会（ぜんこくこうとうがっこうやきゅうせんしゅけんきたかんとうたいかい）は、1926年（第12回）から1977年（第59回）まで、府県レベルの大会にとどまった1941年（第27回）および一府県一代表が認められた1958年（第40回）・1963年（第45回）・1968年（第50回）・1973年（第55回）を除いて行われた、全国中等学校優勝野球大会および全国高等学校野球選手権大会の地方大会。

## 概要・歴史
1925年（第11回）まで行われていた関東大会が、1926年（第12回）から北関東大会（栃木・群馬・埼玉）と南関東大会（茨城・千葉）に分割された。
1931年（第17回）から県予選を実施。1936年（第22回）から茨城と埼玉を入れ替え、北関東大会（茨城・栃木・群馬）に編成替えとなった。
1957年（第39回）まで北信越地区や東海地区の県と地方大会を編成していた山梨が1959年（第41回）から関東地区の県と地方大会を編成することとなり、北関東大会（栃木・群馬）、東関東大会（茨城・千葉）、西関東大会（埼玉・山梨）に分割された。
1975年（第57回）から栃木と埼玉の単独代表が認められ、北関東大会（群馬・山梨）に編成替えとなった。1978年（第60回）以降は毎年一府県一代表となったため、北関東大会は1977年（第59回）を最後に消滅した。
北関東大会は43回行われ、編成替えにより参加回数に違いはあるが、茨城県勢（17回参加）の優勝4回、栃木県勢（40回参加）の優勝12回、群馬県勢（43回参加）の優勝25回、埼玉県勢（10回参加）の優勝なし、山梨県勢（3回参加）の優勝2回。

## 歴代代表校
| 年度                 | 参加県           | 大会方式                        | 代表校（出場回数）         | 決勝スコア                 | 準優勝校   | 全国大会      |
| -------------------- | ---------------- | ------------------------------- | -------------------------- | -------------------------- | ---------- | ------------- |
| 1926年（第12回大会） | 栃木・群馬・埼玉 | 21校参加                        | 前橋中（2年連続2回目）     | 5（棄権）3 （7回コールド） | 宇都宮中   | ベスト8       |
| 1927年（第13回大会） | 栃木・群馬・埼玉 | 24校参加                        | 桐生中（初出場）           | 2x-1 （延長11回）          | 高崎中     | 2回戦（初戦） |
| 1928年（第14回大会） | 栃木・群馬・埼玉 | 28校参加                        | 前橋中（2年ぶり3回目）     | 6-3                        | 桐生中     | 2回戦（初戦） |
| 1929年（第15回大会） | 栃木・群馬・埼玉 | 30校参加                        | 前橋商（初出場）           | 4-1                        | 前橋中     | 1回戦         |
| 1930年（第16回大会） | 栃木・群馬・埼玉 | 37校参加                        | 桐生中（3年ぶり2回目）     | 5-3                        | 高崎商     | 2回戦（初戦） |
| 1931年（第17回大会） | 栃木・群馬・埼玉 | 8校出場 （各県2校・ 開催県4校） | 桐生中（2年連続3回目）     | 17-4                       | 烏山中     | ベスト8       |
| 1932年（第18回大会） | 栃木・群馬・埼玉 | 8校出場 （各県2校・ 開催県4校） | 高崎商（初出場）           | 4-2                        | 高崎中     | 2回戦（初戦） |
| 1933年（第19回大会） | 栃木・群馬・埼玉 | 8校出場 （各県2校・ 開催県4校） | 栃木中（初出場）           | 2-0                        | 桐生中     | ベスト8       |
| 1934年（第20回大会） | 栃木・群馬・埼玉 | 8校出場 （各県2校・ 開催県4校） | 桐生中（3年ぶり4回目）     | 16-8                       | 前橋中     | 2回戦         |
| 1935年（第21回大会） | 栃木・群馬・埼玉 | 8校出場 （各県2校・ 開催県4校） | 桐生中（2年連続5回目）     | 6-0                        | 前橋中     | 2回戦（初戦） |
| 1936年（第22回大会） | 茨城・栃木・群馬 | 8校出場 （各県2校・ 開催県4校） | 桐生中（3年連続6回目）     | 10-1                       | 高崎中     | ベスト4       |
| 1937年（第23回大会） | 茨城・栃木・群馬 | 8校出場 （各県2校・ 開催県4校） | 高崎商（5年ぶり2回目）     | 2-0                        | 栃木商     | 1回戦         |
| 1938年（第24回大会） | 茨城・栃木・群馬 | 8校出場 （各県2校・ 開催県4校） | 高崎商（2年連続3回目）     | 7-3                        | 茨城工     | ベスト4       |
| 1939年（第25回大会） | 茨城・栃木・群馬 | 8校出場 （各県2校・ 開催県4校） | 桐生中（3年ぶり7回目）     | 11-1                       | 桐生工     | 1回戦         |
| 1940年（第26回大会） | 茨城・栃木・群馬 | 8校出場 （各県2校・ 開催県4校） | 高崎商（2年ぶり4回目）     | 1-0                        | 足利工     | 2回戦         |
| 1946年（第28回大会） | 茨城・栃木・群馬 | 4校出場 （各県1校・ 開催県2校） | 桐生工（初出場）           | 5-2                        | 桐生中     | 2回戦（初戦） |
| 1947年（第29回大会） | 茨城・栃木・群馬 | 4校出場 （各県1校・ 開催県2校） | 桐生中（8年ぶり8回目）     | 5-0                        | 鹿沼農商   | 2回戦（初戦） |
| 1948年（第30回大会） | 茨城・栃木・群馬 | 8校出場 （各県2校・ 開催県4校） | 前橋（20年ぶり4回目）      | 4-1                        | 水戸商     | 1回戦         |
| 1949年（第31回大会） | 茨城・栃木・群馬 | 8校出場 （各県2校・ 開催県4校） | 水戸商（16年ぶり3回目）    | 2-1                        | 桐生工     | 2回戦         |
| 1950年（第32回大会） | 茨城・栃木・群馬 | 8校出場 （各県2校・ 開催県4校） | 宇都宮工（初出場）         | 3-0                        | 水戸一     | ベスト4       |
| 1951年（第33回大会） | 茨城・栃木・群馬 | 8校出場 （各県2校・ 開催県4校） | 桐生（4年ぶり9回目）       | 3-2                        | 宇都宮工   | 1回戦         |
| 1952年（第34回大会） | 茨城・栃木・群馬 | 8校出場 （各県2校・ 開催県4校） | 水戸商（3年ぶり4回目）     | 5-3                        | 桐生       | 2回戦         |
| 1953年（第35回大会） | 茨城・栃木・群馬 | 8校出場 （各県2校・ 開催県4校） | 宇都宮工（3年ぶり2回目）   | 2x-1 （延長11回）          | 宇都宮商   | ベスト8       |
| 1954年（第36回大会） | 茨城・栃木・群馬 | 8校出場 （各県2校・ 開催県4校） | 水戸一（24年ぶり3回目）    | 4-1                        | 桐生       | 1回戦         |
| 1955年（第37回大会） | 茨城・栃木・群馬 | 8校出場 （各県2校・ 開催県4校） | 桐生（4年ぶり10回目）      | 5-0                        | 水海道一   | 2回戦         |
| 1956年（第38回大会） | 茨城・栃木・群馬 | 8校出場 （各県2校・ 開催県4校） | 足利工（初出場）           | 2-1 （延長21回）           | 藤岡       | 1回戦         |
| 1957年（第39回大会） | 茨城・栃木・群馬 | 8校出場 （各県2校・ 開催県4校） | 土浦一（初出場）           | 6-1                        | 高崎       | 2回戦         |
| 1959年（第41回大会） | 栃木・群馬       | 2校出場 （各県1校）             | 宇都宮工（6年ぶり3回目）   | 1x-0 （延長15回）          | 前橋       | 準優勝        |
| 1960年（第42回大会） | 栃木・群馬       | 4校出場 （各県2校）             | 桐生工（14年ぶり2回目）    | 2-1 （延長10回             | 桐生       | 1回戦         |
| 1961年（第43回大会） | 栃木・群馬       | 4校出場 （各県2校）             | 宇都宮学園（初出場）       | 2-1 （延長10回）           | 作新学院   | 1回戦         |
| 1962年（第44回大会） | 栃木・群馬       | 4校出場 （各県2校）             | 作新学院（4年ぶり2回目）   | 10-1                       | 鹿沼農商   | 優勝          |
| 1964年（第46回大会） | 栃木・群馬       | 4校出場 （各県2校）             | 作新学院（2年ぶり3回目）   | 5-3                        | 桐生       | 2回戦         |
| 1965年（第47回大会） | 栃木・群馬       | 4校出場 （各県2校）             | 鹿沼農商（初出場）         | 4-1                        | 東農大二   | 1回戦         |
| 1966年（第48回大会） | 栃木・群馬       | 4校出場 （各県2校）             | 桐生（3年ぶり13回目）      | 4-2                        | 宇都宮学園 | ベスト8       |
| 1967年（第49回大会） | 栃木・群馬       | 4校出場 （各県2校）             | 鹿沼農商（2年ぶり2回目）   | 1-0                        | 東農大二   | 1回戦         |
| 1969年（第51回大会） | 栃木・群馬       | 4校出場 （各県2校）             | 宇都宮学園（8年ぶり2回目） | 1-0                        | 高崎商     | 1回戦         |
| 1970年（第52回大会） | 栃木・群馬       | 4校出場 （各県2校）             | 高崎商（30年ぶり5回目）    | 4-1                        | 作新学院   | 1回戦         |
| 1971年（第53回大会） | 栃木・群馬       | 4校出場 （各県2校）             | 高崎商（2年連続6回目）     | 8-5                        | 上武大一   | 1回戦         |
| 1972年（第54回大会） | 栃木・群馬       | 4校出場 （各県2校）             | 足利工（9年ぶり3回目）     | 3x-2 （延長11回）          | 小山       | 2回戦         |
| 1974年（第56回大会） | 栃木・群馬       | 4校出場 （各県2校）             | 前橋工（2年連続3回目）     | 8-1                        | 高崎       | ベスト4       |
| 1975年（第57回大会） | 群馬・山梨       | 4校出場 （各県2校）             | 巨摩（初出場）             | 8-4                        | 樹徳       | 2回戦（初戦） |
| 1976年（第58回大会） | 群馬・山梨       | 4校出場 （各県2校）             | 塩山商（初出場）           | 4-2                        | 高崎商     | 1回戦         |
| 1977年（第59回大会） | 群馬・山梨       | 4校出場 （各県2校）             | 高崎商（6年ぶり7回目）     | 5-0                        | 甲府商     | 2回戦         |

※1941年は中止、1958年・1963年・1968年・1973年は記念大会により一府県一代表制のため記載せず。